# مقاطعة بوتاواتومي (أوكلاهوما)
مقاطعة بوتاواتومي (بالإنجليزية: Pottawatomie County)‏ هي إحدى مقاطعات ولاية أوكلاهوما في الولايات المتحدة الأمريكية.

## أعلام
- جيم ثورب
- بات هوغن